# Palet de Gargantua (Tripleville)
Pour les articles homonymes, voir Palet de Gargantua.
Le Palet de Gargantua, appelé aussi le Crapaud, est un dolmen situé à Tripleville  dans le département de Loir-et-Cher.

## Protection
L'édifice est classé au titre des monuments historiques par la liste de 1889.

## Description
Le dolmen est orienté nord-ouest/sud-est. Il comporte une chambre rectangulaire de 3 m de long sur 1,50 m de large recouverte d'une unique table de couverture sub-ovalaire (4,65 m par 2,70 m). Elle est délimitée par une dalle de chevet au sud-ouest, deux orthostates au sud-ouest et deux autres au nord-est. L'entrée ouvre au sud-est. elle est en partie fermée par une dalle (1,20 m sur 0,60 m).
| Dalle                                                         | Longueur | Largeur |
| ------------------------------------------------------------- | -------- | ------- |
| Chevet                                                        | 1,70 m   | 0,50 m  |
| Orthostate sud-ouest                                          | 0,50 m   | 0,40 m  |
| Orthostate sud-ouest                                          | 2 m      | 0,60 m  |
| Orthostate nord-est                                           | 2,10 m   | 0,75 m  |
| Orthostate nord-est                                           | 0,80 m   | 0,80 m  |
| Données : Inventaire des mégalithes de France, 3-Loir-et-Cher |          |         |

Toutes les dalles sont en calcaire de Beauce prélevé sur place.

## Folklore
Le dolmen fait partie d'un groupe de trois mégalithes associée à la légende du géant Gargantua. Le géant, assis sur le clocher de Tripleville, un pied sur celui d'Ouzouer-le-Marché et l'autre sur celui de Verdes jouait au bouchon : le dolmen correspond à son palet et la Drue à Gargantua à sa quille ; le Plat à Gargantua étant assimilé à l'endroit où il chauffait sa soupe.